# ماهیچه زیرخاری
ماهیچه زیرخاری یا عضله تحت خاری یا عضله اینفرااسپیناتوس (انگلیسی: Infraspinatus muscle) یکی از ماهیچه‌های گرداننده شانه است که از استخوان کتف مبدأ آن شروع شده و از طرف دیگر توسط تاندون مشترکشان به کمی پایین‌تر از سر استخوان بازو متصل می‌شود.
ماهیچه زیرخاری از دو سوم داخلی حفره اینفرا اسپیناتوس استخوان کتف (اسکاپولا) و فاسیای عمقی پوشاننده عضله مبدأ می‌گیرد. وتر عضله اینفرا اسپیناتوس از عقب مفصل گلنو هومرال عبور کرده و به رویه میانی سطح خلفی تکمه بزرگ استخوان بازو می‌چسبد.
عصب سوپرا به عضله عصب‌دهی می‌کند. این عضله کلاهک گرداننده (روتاتور کاف)، چرخش خارجی بازو در مفصل گلنو هومرال را به عهده دارد.

## کالبدشناسی

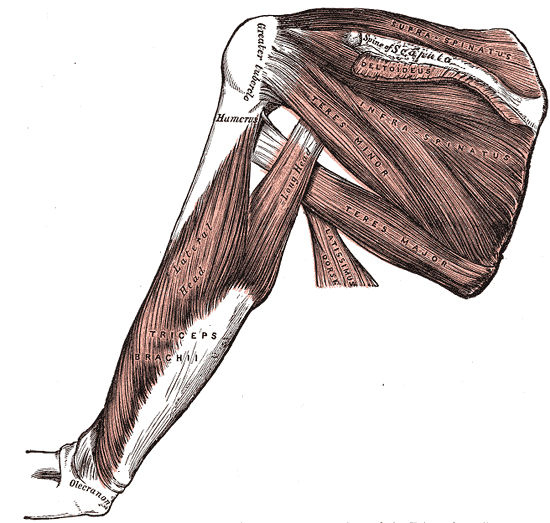
ماهیچه زیرخاری

ماهیچه زیرخاری در بخش خلفی استخوان کتف و در قسمت سطحی قرار داشته و قابل لمس می‌باشد. به‌استثناء بخش کمی از آن که در زیر ماهیچه دلتوئید و ذوزنقه قرار می‌گیرد. این عضله در مجاورت نزدیک ماهیچه گرد کوچک قرار دارد.
ماهیچه زیرخاری ماهیچه‌ای سه‌گوش است که از حفره تحت خاری استخوان کتف شروع می‌شود. حدود ۲/۳ بخش میانی حفره تحت خاری محل چسبندگی این عضله روی کتف است. تارها به طرف خارج کشیده شده و پس از گذشتن از سطح خلفی مفصل شانه به قسمت خلفی – فوقانی برجستگی استخوان بازو متصل می‌شوند.
خاستگاه: گودی زیر خاری استخوان شانه
پیوندگاه: تکمه (توبرکول) بزرگ استخوان بازو
عصب‌گیری: از عصب بالای شانه‌ای (فوق کتفی)
کار: چرخاندن بازو به سمت جانبی، اکستنشن افقی استخوان بازو و همچنین در حرکت‌های ابداکشن و فلکشن نیز دخالت دارد.

## نگارخانه
- Infraspinatus muscle (shown in red). Animation.
- Muscles on the dorsum of the scapula, infraspinatus is labelled 8 (posterior view).
- Infraspinatus muscle
- Infraspinatus muscle
- Left scapula. Posterior surface.
- Left humerus. Posterior view.
- Infraspinatus muscle